# ليونارد لافي
ليونارد لافي (8 مايو 1939 بكينغستون في جامايكا - 11 أبريل 2014) (بالإنجليزية: Leonard Levy)‏ هو لاعب كريكت جامايكي.

## وصلات خارجية
- ليونارد لافي على موقع إي آس بي آن كريك إنفو (الإنجليزية)